# Ashes Tour 1901/02
Die Ashes Tour 1901/02 war die Tour der englischen Cricket-Nationalmannschaft, die die 15. Austragung der Ashes beinhaltete, und wurde zwischen dem 13. Dezember 1901 und 4. März 1902 durchgeführt. Die Ashes Series 1901/02 selbst wurde in Form von fünf Testspielen zwischen Australien und England ausgetragen. Austragungsorte waren jeweils australische Stadien. Die Tour beinhaltete neben der Testserie eine Reihe weiterer Spiele zwischen den beiden Mannschaften im Winter 1901/02. Australien gewann die Serie 4–1.

## Vorgeschichte
Für beide Mannschaften war es die erste Tour der Saison. Das letzte Aufeinandertreffen der beiden Mannschaften bei einer Tour fand in der Saison 1899 in England statt.
Es war die letzte privat organisierte Tour für England, bevor der Marylebone Cricket Club die Organisation übernahm.

## Stadien
Die folgenden Stadien wurden für die Tour als Austragungsort vorgesehen.
| Stadion                  | Stadt     | Kapazität | Spiele       |
| ------------------------ | --------- | --------- | ------------ |
| Adelaide Oval            | Adelaide  | 53.583    | 3. Test      |
| Melbourne Cricket Ground | Melbourne | 100.024   | 2. & 5. Test |
| Sydney Cricket Ground    | Sydney    | 48.000    | 1. & 4. Test |

## Kaderlisten
Die Mannschaften benannten die folgenden Kader.
| Test | Test |
| Australien | England |
| --- | --- |
| - Joe Darling (K) - Warwick Armstrong - Reggie Duff - Charles Eady - Syd Gregory - Clem Hill - Bert Hopkins - Bill Howell - Ernie Jones - James Kelly (wk) - Frank Laver - Charlie McLeod - Monty Noble - Jack Saunders - Ike Travers - Hugh Trumble - Victor Trumper | - Archie MacLaren (K) - Sydney Barnes - Colin Blythe - Len Braund - John Gunn - Tom Hayward - Gilbert Jessop - Arthur Jones - Dick Lilley (wk) - Charlie McGahey - Willie Quaife - Johnny Tyldesley |

Der englische Kapitän Archie MacLaren, als Vertreter von Lancashire, hatte Schwierigkeiten ein Team zu organisieren, da sich unter anderem Lord Hawke weigerte Spieler aus Yorkshire für die Tour abzustellen. Daraufhin musste MacLaren ein Risiko eingehen und wählte Syd Barnes für die Tour aus. Jedoch hatten beide miteinander ihre Schwierigkeiten und so wurde von der Schiffsreise nach Australien berichtet, dass MacLaren während eines Sturmes mitteilte: „If we go down, at least that bugger Barnes will go down with us.“ („Wenn wir untergehen, geht der Mistkerl Barnes wenigstens mit uns unter.“)

## Tests

### Erster Test in Sydney
| 13. – 16. Dezember Scorecard | Sydney | England 464 (186)                              | – | Australien 168 (72.1) & 172 (57.4) (f/o) |
|                              |        | England gewinnt mit einem Innings und 124 Runs |   |                                          |

England gewann den Münzwurf und entschied sich als Schlagmannschaft zu beginnen. Für sie bildeten die Eröffnungs-Batter Archie MacLaren und Tom Hayward eine Partnerschaft. Hayward erreichte ein Fifty über 69 Runs und nachdem Willie Quaife ins Spiel kam verlor MacLaren sein Wicket nach einem Century über 116 Runs. An der Seite von Quaife erzielte Gilbert Jessop 24 Runs und wurde gefolgt durch Dick Lilley. Quaife verlor sein Wicket nach 21 Runs, woraufhin der Tag beim Stand von 272/6 endete. Am zweiten Tag kam Len Braund ins Spiel, und nachdem Lilley nach einem Fifty über 84 Runs ausschied folgte ihm John Gunn. Braund verlor sein Wicket nach einem Fifty über 58 Runs und Gunn nach 21 Runs. In der letzten Partnerschaft des Innings fanden Sydney Barnes und Colin Blythe zusammen. Blythe verlor sein Wicket nach 20 Runs, als Barnes 26* Runs erreicht hatte. Bester australischer Bowler war Charlie McLeod mit 4 Wickets für 84 Runs. Für Australien formte Eröffnungs-Batter Syd Gregory und der dritte Schlagmann Clem Hill eine Partnerschaft. Gregory schied nach 46 Runs aus und der Tag endete beim Stand von 103/3. Nach einem Ruhetag schied Hill nach 46 Runs aus und von den verbliebenen Battern konnte lediglich Joe Darling mit 39 Runs eine zweistellige Run-Zahl erreichen. Als das letzte Wicket des Innings fiel hatte Australien einen Rückstand von 296 Runs und England forderte das Follow-on ein. Beste englische Bowler waren Sydney Barnes mit 5 Wickets für 65 Runs und Colin Blythe mit 3 Wickets für 26 Runs. In ihrem zweiten Innings formte Eröffnungs-Batter Victor Trumper mit dem vierten Schlagmann Monty Noble eine Partnerschaft. Trumper gelangen 34 und Noble 14 Runs. Daraufhin etablierte sich Syd Gregory und an seiner Seite gelangen James Kelly 12 und Hugh Trumble 26 Runs. Nachdem Bill Howell ins Spiel kam verlor Gregory sein Wicket nach 43 Runs und als das letzte Wicket fiel hatte Howell 31* Runs erzielt, was jedoch nicht ausreichte um England wieder an den Schlag zu bringen. Beste englische Bowler waren Len Braund mit 5 Wickets für 61 Runs und Colin Blythe mit 4 Wickets für 30 Runs.

### Zweiter Test in Melbourne
| 1. – 4. Januar Scorecard | Melbourne | Australien 112 (32.1) & 353 (156.2) | – | England 61 (15.4) & 175 (79.5) |
|                          |           | Australien gewinnt mit 229 Runs     |   |                                |

England gewann den Münzwurf und entschied sich als Feldmannschaft zu beginnen. Für Australien bildeten Eröffnungs-Batter Joe Darling und der dritte Schlagmann Clem Hill eine Partnerschaft. Hill schied nach 15 Runs aus und Darling nach 19 Runs. Der hineinkommende Hugh Trumble formte eine weitere Partnerschaft mit Reggie Duff. Trumble schied nach 16 Runs aus und kurz darauf auch Duff nach 32 Runs. Daraufhin verlor Ernie Jones das letzte Wicket des Innings nach 14 Runs. Beste englische Bowler waren Sydney Barnes mit 6 Wickets für 42 Runs und Colin Blythe mit 4 Wickets für 64 Runs. Für England erreichte Eröffnungs-Batter Archie MacLaren 13 Runs. Von den verbliebenen Battern konnte nur Gilbert Jessop mit 27 Runs eine zweistellige Run-Zahl erreichen und so endete das Innings mit einem Rückstand von 51 Runs für England. Die australischen Wickets erzielten Monty Noble mit 7 Wickets für 17 Runs und Hugh Trumble mit 3 Wickets für 38 Runs. In ihrem zweiten Innings begannen für Australien Hugh Trumble und Joe Darling. Darling schied nach 23 Runs aus und Trumble nach 16 Runs. Nachdem Syd Gregory ins Spiel kam endete der Tag beim Stand von  48/5. Am zweiten Tag bildete Gregory mit Clem Hill eine Partnerschaft. Gregory schied nach 18 Runs aus und an der Seite von Hill erzielten Victor Trumper und Monty Noble jeweils 16 Runs. Nachdem Reggie Duff ins Spiel kam, schied Hill nach einem Fifty über 99 Runs aus. Diesem folgte Warwick Armstrong und der Tag endete beim Stand von 300/9. Am dritten Tag erreichte Duff ein Century über 104 Runs, als er das letzte Wicket des Innings verlor. Armstrong hatte bis dahin 45* Runs erzielt und setzt so die Vorgabe für England auf 405 Runs. Bester englischer Bowler war Sydney barnes mit 7 Wickets für 121 Runs. Für England startete das zweite Innings mit einer Partnerschaft zwischen Eröffnungs-Batter Tom Hayward und dem dritten Schlagmann Johnny Tyldesley. Hayward schied nach 12 Runs aus und an der Seite von Tyldesley erzielten Willie Quaife 25 und Gilbert Jessop  32 Runs. Nachdem Len Braund ins Spiel kam verlor Tyldesley sein Wicket nach einem Fifty über 66 Runs. Auch Braund schied nach 25 Runs aus und so gelang es England nicht die Vorgabe einzuholen. Die besten australischen Bowler waren Monty Noble mit 6 Wickets für 60 Runs und Hugh Trumble mit 4 Wickets für 49 Runs.

### Dritter Test in Adelaide
| 17. – 23. Januar Scorecard | Adelaide | England 388 (170) & 247 (111)    | – | Australien 321 (113) & 315-6 (134) |

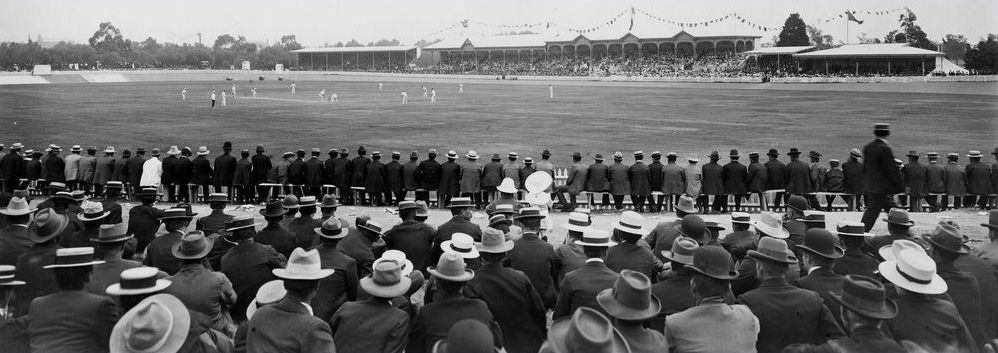
Spielgeschehen beim dritten Test in Adelaide.

|                            |          | Australien gewinnt mit 4 Wickets |   |                                    |

England gewann den Münzwurf und entschied sich als Schlagmannschaft zu beginnen. Für sie begannen die Eröffnungs-Batter Archie MacLaren und Tom Hayward. MacLaren erreichte ein Fifty über 67 Runs und Hayward ein ebensolches über 90 Runs. Nachdem Dick Lilley 10 Runs erzielte, folgte eine Partnerschaft zwischen Willie Quaife und Len Braund. Diese beendeten den Tag beim Stand von 266/5. Am zweiten Tag schied Quaife nach einem Fifty über 68 Runs aus und an der Seite von Braund erreichte John Gunn 24 Runs. Braund beendete dann das Innings ungeschlagen mit einem Century über 103* Runs. Beste australische Bowler waren Monty Noble mit 3 Wickets für 58 Runs und Hugh Trumble mit 3 Wickets für 124 Runs. Für England konnte Eröffnungs-Batter Victor Trumper zusammen mit dem dritten Schlagmann Clem Hill eine Partnerschaft formen. Trumper erzielte dabei ein Fifty über 65 Runs und wurde gefolgt von Reggie Duff. Daraufhin endete der Tag beim Stand von 172/2. Nach einem Ruhetag schied Hill am dritten Spieltag nach einem Fifty über 98 Runs aus und wurde ersetzt durch Syd Gregory. Duff verlor sein Wicket nach 43 Runs und es kam Hugh Trumble ins Spiel. Gregory erzielte ein Fifty über 55 Runs und kurz darauf schied auch Trumble nach 13 Runs aus. Monty Noble konnte noch 14 Runs in dem Innings erreichen, bevor dieses für Australien mit einem Rückstand von 57 Runs endete. Beste englische Bowler waren John Gunn mit 5 Wickets für 76 Runs und Len Braund mit 3 Wickets für 143 Runs. In ihrem zweiten Innings begannen für England Archie MacLaren und Tom Hayward. Maclaren schied nach 44 Runs aus und nachdem Johnny Tyldesley aufs Feld kam endete der Tag beim Stand von 98/1. Am vierten Spieltag verlor Hayward sein Wicket nach 47 Runs, woraufhin Willie Quaife ins Spiel kam. Tyldesley verlor sein Wicket nach 25 Runs und an der Seite von Quaife erreichte Gilbert Jessop 16 und Len Braund 17 Runs. Daraufhin endete der Tag beim Stand von 204/5. Am fünften Spieltag erzielte Dick Lilley 21 und Arthur Jones 11 Runs. Als letzter Batter kam Colin Blythe ins Spiel und nachdem Quaife nach 44 Runs ausschied hatte Blythe 10* Runs erreicht. Die Vorgabe für Australien wurde damit auf 315 Runs erhöht. Bester australischer Bowler war Hugh Trumble mit 6 Wickets für 74 Runs. Für Australien bildeten Victor Trumper und Clem Hill eine Partnerschaft. Trumper erreichte 25 Runs und der hineinkommende Syd Gregory erzielte 23 Runs. Nachdem Joe Darling ins Spiel kam verlor Hill nach einem Fifty über 97 Runs sein Wicket. Aufs Feld kam Hugh Trumble und der Tag endete beim Stand von 201/4. Am sechsten Spieltag verlor Darling sein Wicket nach einem Fifty über 69 Runs und Trumble konnte daraufhin nachdem Monty Noble 13 Runs erre9chte die Vorgabe mit einem Fifty über 62* Rusn einholen. Bester englischer Bowler war John Gunn mit 3 Wickets für 88 Runs.

### Vierter Test in Sydney
| 14. – 18. Februar Scorecard | Sydney | England 317 (138.2) & 99 (48.1)  | – | Australien 299 (139) & 121-3 (36.3) |
|                             |        | Australien gewinnt mit 7 Wickets |   |                                     |

England gewann den Münzwurf und entschied sich als Schlagmannschaft zu beginnen. Für sie bildeten die Eröffnungs-Batter Archie MacLaren und Tom Hayward eine Partnerschaft. Hayward schied nach 41 Runs aus und wurde ersetzt durch Johnny Tyldesley. MacLaren erzielte ein Fifty über 92 Runs und nachdem Len Braund 17 Runs gelangen folgte diesem Charlie McGahey. Tyldesley verlor sein Wicket nach einem Fifty über 79 Runs und nachdem Dick Lilley aufs Feld kam endete der Tag beim Stand von 266/6. Am zweiten Tag schied McGahey nach 18 Runs aus und wurde gefolgt durch Arthur Jones. Lilley erreichte daraufhin 40 Runs und Jones schied kurz darauf nach 15 Runs aus. Beste australische Bowler waren Jack Saunders mit 4 Wickets für 119 Runs, sowie Hugh Trumble (3/65) und Monty Noble (3/78) mit jeweils drei Wickets. Nachdem für Australien die Eröffnungs-Batter früh ausschieden formte Clem Hill eine Partnerschaft mit Monty Noble. Hill schied nach 21 Runs aus und der hineinkommende Reggie Duff erzielte 39 Runs. Nachdem Warwick Armstrong aufs Feld kam endete der Tag beim Stand von 148/5. Nach einem Ruhetag verlor Monty Noble nach einem Fifty über 56 Runs sein Wicket und wurde durch Bert Hopkins ersetzt. Armstron gelang ein Fifty über 55 Runs und Hopkins erzielte 43 Runs. Eine weitere Partnerschaft wurde durch James Kelly und Bill Howell geformt. Hollwell erreichte 35 Runs, während Kelly das Innings ungeschlagen mit 24* Runs beendete. Damit verkürzten sie den Rückstand auf 18 Runs. Beste englische Bowler waren Gilbert Jessop mit 4 Wickets für 68 Runs und Len Braund  mit 4 Wickets für 118 Runs. In ihrem zweiten Innings konnten zunächst Johnny Tyldesley 10, Tom Hayward 12 und Willie Quaife und Gilbert Jessop jeweils 15 Runs erreichen. Daraufhin etablierte sich Charlie McGahey und der Tag endete beim Stand von 77/7. Am vierten Spieltag schied McGahey nach 13 Runs aus John Gunn erreichte bis zum Ende des innings ebenfalls 13* Runs. Die Vorgabe für Australien lag damit bei 118 Runs. Die australischen Wickets erzielten Jack Saunders mit 5 Wickets für 43 Runs und Monty Noble mit 5 Wickets für 54 Runs. Für Australien begannen Reggie Duff und Victor Trumper. Trumper schied nach 25 Runs aus und nachdem Clem Hill 30 Runs erzielte konnte Duff zusammen mit Syd Gregory die Vorgabe einholen. Duff erzielte dabei ein Fifty über 51* Runs, Gregory 12* Runs. Bester englischer Bowler war John Gunn mit 2 Wickets für 17 Runs.

### Fünfter Test in Melbourne
| 28. Februar – 4. März Scorecard | Melbourne | Australien 144 (53) & 255 (89.1) | – | England 189 (67.3) & 178 (65.3) |
|                                 |           | Australien gewinnt mit 32 Runs   |   |                                 |

Australien gewann den Münzwurf und entschied sich als Schlagmannschaft zu beginnen. Für sie begannen die Eröffnungs-Batter Victor Trumper und Reggie Duff. Duff schied nach 10 Runs aus und wurde ersetzt durch Clem Hill. Trumper wurde nach 27 Runs durch Syd Gregory ersetzt und Hill schied nach 28 Runs aus. Nachdem auch Gregory nach 25 Runs ausgeschieden war, konnte nur noch Warwick Armstrong mit 17* Runs bis zum Ende des Innings wesentlich beitragen. Beste englische Bowler waren Tom Hayward mit 4 Wickets für 22 Runs und John Gunn mit 4 Wickets für 38 Runs. Für England eröffneten Archie MacLaren und Gilbert Jessop. Jessop erzielte 35 Runs und MacLaren 25 Runs. Daraufhin formten Johnny Tyldesley und Tom Hayward eine Partnerschaft. Hayward erreichte 19 und verlor sein Wicket nach 13 Runs. In der bildeten Len Braund und Dick Lilley eine Partnerschaft und der tag endete beim Stand von 133/5. Am zweiten Tag verlor Braund nach 32 Runs sein Wicket und Lilley schied nach 41 Runs aus. Mit 10 Runs konnte dann Arthur Jones den Vorsprung auf 45 Runs erhöhen. Beste australische Bowler waren Hugh Trumble mit 5 Wickets für 62 Runs und Charles Eady mit 3 Wickets für 30 Runs. In seinem zweiten Innings begann Australien abermals mit Victor Trumper und Reggie Duff. Trumper schied nach 18 Runs aus und wurde gefolgt durch Clem hill. Nachdem Duff nach 28 Runs sein Wicket verlor erreichte Syd Gregory 41 und Monty Noble 16 Runs. Hill schied nach einem Fifty über 87 Runs aus und nachdem Warwick Armstrong 20 Runs erzielte endete der Tag beim Stand von 226/6, nachdem sich Hugh Trumble und James Kelly etabliert hatten. Nach einem Ruhetag schied Trumble nach 22 Runs aus und Kelly beendete das Innings ungeschlagen mit 11* Runs. Die Vorgabe für England wurde damit auf 211 Runs gesetzt. Bester australischer Bowler war Len Braund mit 5 Wickets für 95 Runs. England begann abermals mit Archie MacLaren und Tom Hayward. Hayward schied nach 15 Runs aus. Es folgte Gilbert Jessop und nachdem MacLaren 49 Runs erreichte endete der Tag beim Stand von 87/3. Am vierten Spieltag schied Jessop nach 16 Runs aus und es bildete sich eine Partnerschaft zwischen Johnny Tyldesley und Arthur Jones. Jones verlor sein Wicket nach 28 Runs und als Tyldesley nach 36 Runs das letzte Wicket des Spiels verlor hatte England die Vorgabe nicht erreicht. Beste australische Bowler waren Monty Noble mit 6 Wickets für 98 Runs und Hugh Trumble mit 3 Wickets für 64 Runs.

## Statistiken
Die folgenden Cricketstatistiken wurden bei dieser Tour erzielt.
| Tests           | Tests      | Tests   | Tests   | Tests   | Tests   | Tests   | Tests   | Tests   |
| Batting         | Batting    | Batting | Batting | Batting | Batting | Batting | Batting | Batting |
| Spieler         | Mannschaft | Spiele  | Innings | Runs    | Average | HS      | 100s    | 50s     |
| --------------- | ---------- | ------- | ------- | ------- | ------- | ------- | ------- | ------- |
| Clem Hill       | Australien | 5       | 10      | 521     | 52,10   | 99      | 0       | 4       |
| Archie MacLaren | England    | 5       | 9       | 412     | 45,77   | 116     | 1       | 2       |
| Reggie Duff     | Australien | 4       | 8       | 311     | 44,42   | 104     | 1       | 1       |
| Tom Hayward     | England    | 5       | 9       | 305     | 33,88   | 90      | 0       | 2       |
| Syd Gregory     | Australien | 5       | 10      | 269     | 29,88   | 55      | 0       | 1       |
| Bowling         |            |         |         |         |         |         |         |         |
| Spieler         | Mannschaft | Spiele  | Overs   | Wickets | Average | BBI     | 5W      | 10W     |
| Monty Noble     | Australien | 5       | 230.0   | 32      | 19,00   | 7/17    | 4       | 1       |
| Hugh Trumble    | Australien | 5       | 267.2   | 28      | 20,03   | 6/74    | 2       | 0       |
| Len Braund      | England    | 5       | 279.1   | 21      | 35,14   | 5/61    | 2       | 1       |
| Sydney Barnes   | England    | 3       | 138.2   | 19      | 17,00   | 7/121   | 3       | 0       |
| Colin Blythe    | England    | 5       | 193.0   | 18      | 26,11   | 4/30    | 0       | 0       |